# لوطا (اجبارنة)
لوطا هي إحدى مشيخات المملكة المغربية، تتبع جغرافيا لإقليم تازة وإداريًا لاجبارنة. يقدر عدد سكانها بـ 3456 نسمة حسب الإحصاء الرسمي للسكان والسكنى لسنة 2004.